# Macrobathra
Macrobathra är ett släkte av fjärilar. Macrobathra ingår i familjen fransmalar.

## Bildgalleri

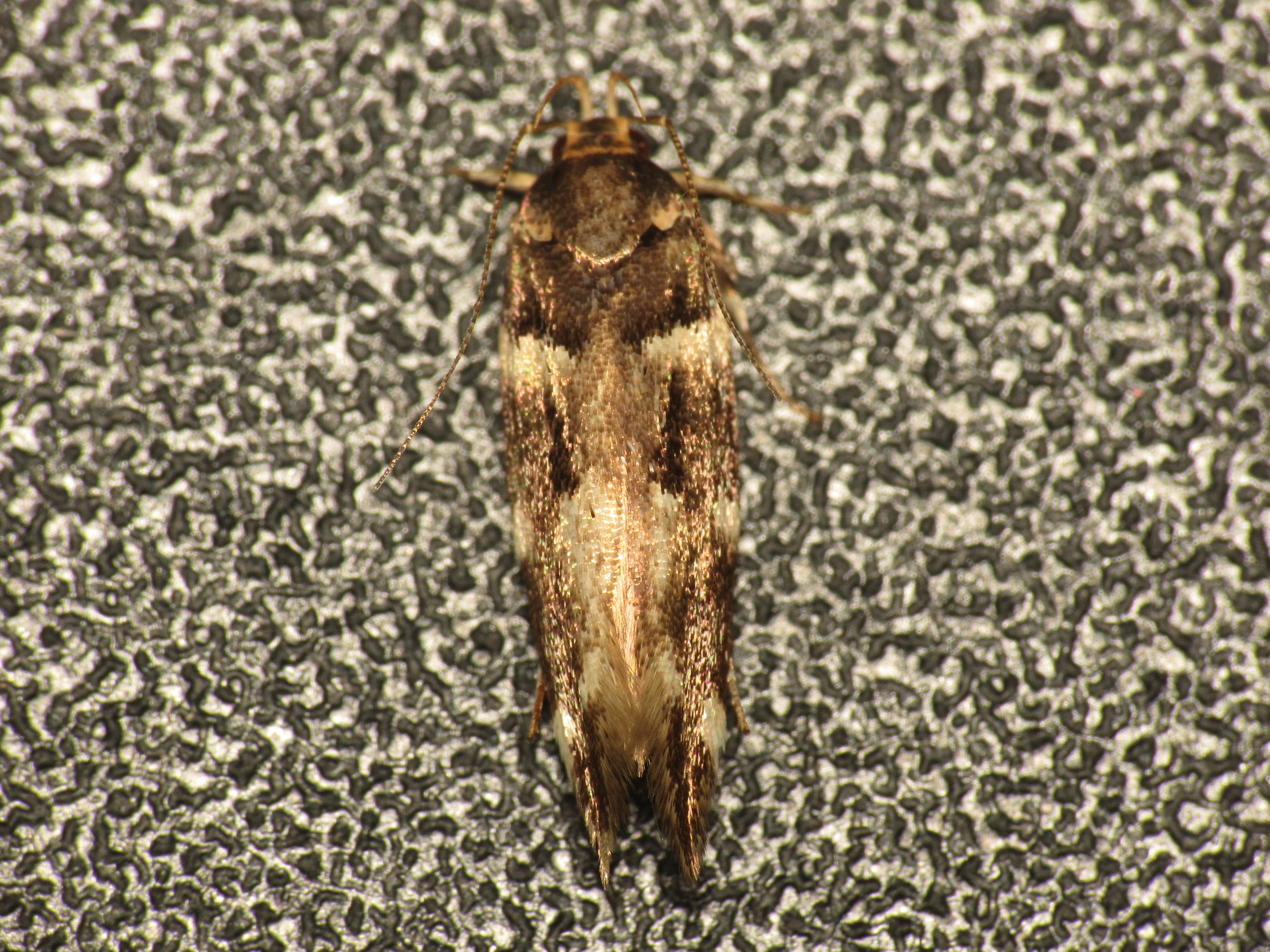
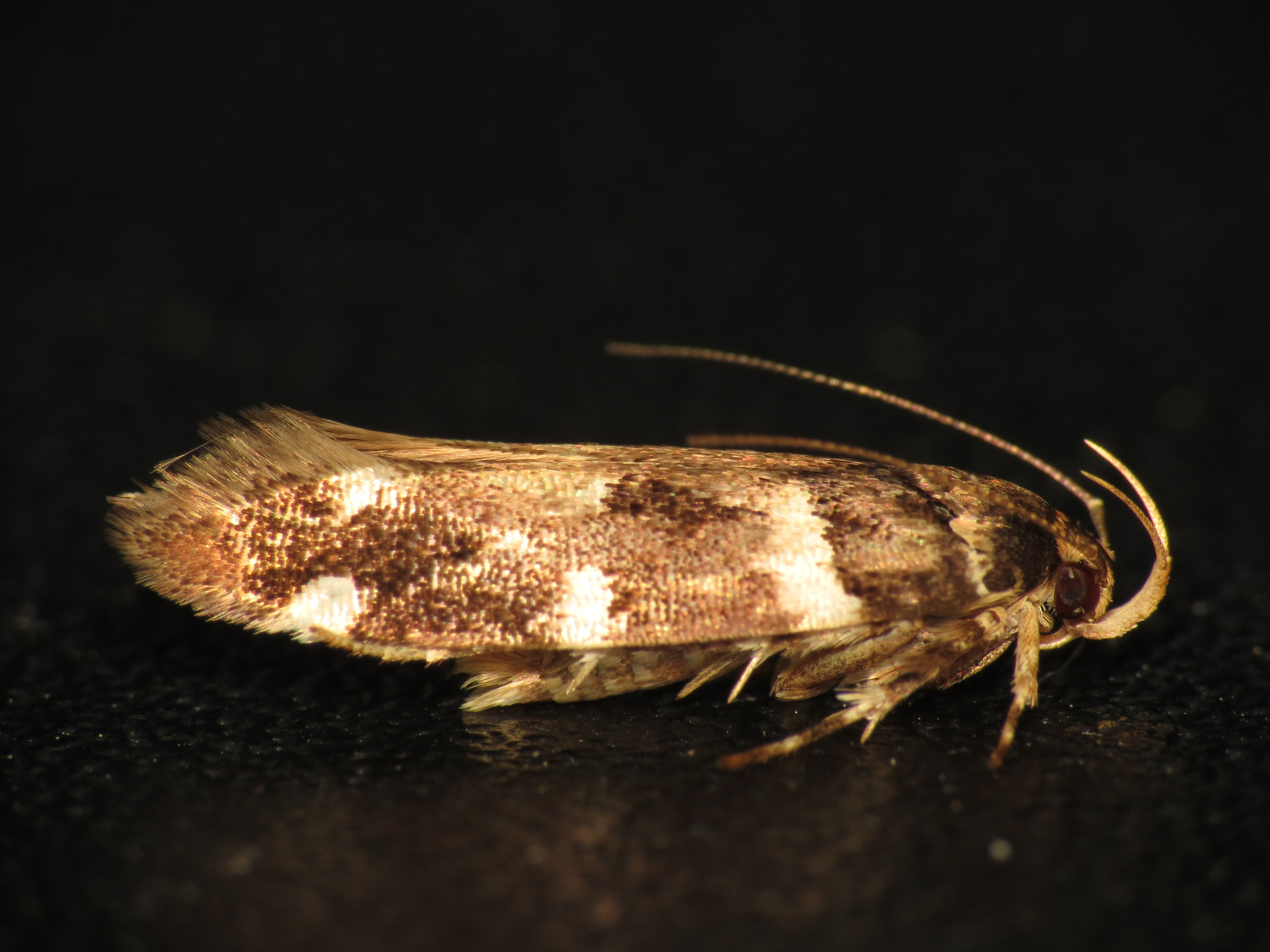

## Dottertaxa tillMacrobathra, i alfabetisk ordning[1]
- Macrobathra allocrana
- Macrobathra alternatella
- Macrobathra anacampta
- Macrobathra anemarcha
- Macrobathra anemodes
- Macrobathra aneurae
- Macrobathra anisodora
- Macrobathra antimeloda
- Macrobathra aphristis
- Macrobathra argonota
- Macrobathra arneutis
- Macrobathra arrectella
- Macrobathra asemanta
- Macrobathra astrota
- Macrobathra auratella
- Macrobathra baliomitra
- Macrobathra bigerella
- Macrobathra brontodes
- Macrobathra callipetala
- Macrobathra callispila
- Macrobathra centrophena
- Macrobathra ceraunobola
- Macrobathra chlorosoma
- Macrobathra chryseostola
- Macrobathra chrysobaphes
- Macrobathra chrysospila
- Macrobathra chrysotoxa
- Macrobathra cineralella
- Macrobathra constrictella
- Macrobathra crococephala
- Macrobathra crococosma
- Macrobathra crymalea
- Macrobathra dasyplaca
- Macrobathra decataea
- Macrobathra definitiva
- Macrobathra deltozona
- Macrobathra desmotoma
- Macrobathra diplochrysa
- Macrobathra dispila
- Macrobathra distincta
- Macrobathra drosera
- Macrobathra embroneta
- Macrobathra epimela
- Macrobathra equestris
- Macrobathra eudesma
- Macrobathra euryleuca
- Macrobathra euryxantha
- Macrobathra euspila
- Macrobathra exaeta
- Macrobathra fasciata
- Macrobathra galenaea
- Macrobathra gastroleuca
- Macrobathra genitrix
- Macrobathra gentilis
- Macrobathra gonoloma
- Macrobathra hamata
- Macrobathra hamaxitodes
- Macrobathra harmostis
- Macrobathra hedrastis
- Macrobathra heminephela
- Macrobathra hemitropa
- Macrobathra heterozona
- Macrobathra hexadyas
- Macrobathra homocosma
- Macrobathra honoratella
- Macrobathra hyalistis
- Macrobathra isoscelana
- Macrobathra lamprotypa
- Macrobathra leucopeda
- Macrobathra leucozancla
- Macrobathra lunacrescens
- Macrobathra lychnophora
- Macrobathra melanargyra
- Macrobathra melanomitra
- Macrobathra melanota
- Macrobathra mesopora
- Macrobathra metallica
- Macrobathra micropis
- Macrobathra microspora
- Macrobathra monoclina
- Macrobathra monostadia
- Macrobathra monoxantha
- Macrobathra myriophthalma
- Macrobathra myrocoma
- Macrobathra nephelomorpha
- Macrobathra neurocoma
- Macrobathra nimbifera
- Macrobathra niphadobola
- Macrobathra nomaea
- Macrobathra notomitra
- Macrobathra notozyga
- Macrobathra obliquata
- Macrobathra ochanota
- Macrobathra opposita
- Macrobathra paracentra
- Macrobathra parthenistis
- Macrobathra peraeota
- Macrobathra petalitis
- Macrobathra phernaea
- Macrobathra philopsamma
- Macrobathra phryganina
- Macrobathra platychroa
- Macrobathra platyzona
- Macrobathra polypasta
- Macrobathra pompholyctis
- Macrobathra porphyrea
- Macrobathra proxena
- Macrobathra psatyrodes
- Macrobathra puncticulata
- Macrobathra pyrodoxa
- Macrobathra quercea
- Macrobathra recrepans
- Macrobathra rhodospila
- Macrobathra rhythmodes
- Macrobathra rosea
- Macrobathra rubicundella
- Macrobathra sarcoleuca
- Macrobathra stenosema
- Macrobathra synacta
- Macrobathra synastra
- Macrobathra syncoma
- Macrobathra tetraleuca
- Macrobathra trimorpha
- Macrobathra trithyra
- Macrobathra unguinosa
- Macrobathra vexillariata
- Macrobathra vividella
- Macrobathra xanthoplaca
- Macrobathra xuthocoma
- Macrobathra zonodesma